# Ordine dell'Antichissima Welwitschia mirabilis
L'Ordine dell'Antichissima Welwitschia mirabilis è la più alta onorificenza della Namibia. È intitolato ad una pianta del deserto del Namib, la Welwitschia mirabilis, che compare anche nello stemma nazionale della Namibia.
L'ordine è stato istituito nel marzo del 1995  ed è composto da due classi, Gran commendatore e Gran commendatore con collare. Viene conferito al Presidente della repubblica della Namibia, che ne diventa il Gran maestro, e ai capi di stato stranieri; a questi ultimi può essere conferito anche postumo.
Il nastro è composto da una striscia centrale di colore verde bordata di bianco e due strisce laterali gialle.